# چهارچوب تعامل‌پذیری دولت الکترونیک

## چیستی eGIF
این مفهوم اول بار توسط دولت انگلیس مطرح شد.
این یک تمرین آرمانی در نظر گرفته شده برای حل و فصل و جلوگیری از (و یا حداقل به حداقل رساندن) مشکلات ناشی از محتوای ناسازگار از سیستم‌های کامپیوتری متفاوت است.

### تعاریف
چارچوب تعامل پذیری (به انگلیسی: Interoperability Framework)می‌تواند مجموعه‌ای از استانداردها و خطوط راهنمایی تعریف شود که مسیری را توصیف می‌کند که سازمان‌ها توافق می‌کنند یا باید توافق کنند که با یکدیگر تعامل داشته باشند؛ بنابراین یک چارچوب تعامل پذیری یک سند ایستا نیست و ممکن است در طول زمان در نتیجه فناوری، استاندارد و تغییر الزامات اداری مطابقت داده شود.
تعامل پذیری ابزاری است که از طریق آن، اتصال میان سیستم‌ها، اطلاعات و روش‌های کاری چه در داخل یک سازمان و چه بین سازمان‌ها در سطح ملی، منطقه‌ای یا بخشی اتفاق خواهد افتاد. سازمان‌ها در اثر تعامل‌پذیرشدن با یکدیگر، می‌توانند خدماتی با کیفیت بهتر و هزینه کم‌تر ارائه دهند. برای آن که سازمان‌ها بتوانند با هم تعامل داشته باشند و اطلاعات مورد نیاز خود را به اشتراک گذارند، لازم است که از چارچوب و مدل‌های مشخصی استفاده نمایند.
چارچوب تعامل پذیری دولت الکترونیکی(به انگلیسی: eGovernment Interoperability Framework) مجموعه از سیاستها، استانداردها و راهنمایی‌هایی است که چگونگی به اشتراک گذاری و یکپارچه سازی اطلاعات و خدمات حوزه‌های فناوری اطلاعات را در بخش‌های دولتی و عمومی مشخص می‌کند. با پیروی از این چارچوب هر نهاد دولتی و عمومی باید بتواند اطلاعات و خدمات خود را به دیگر نهادها عرضه کند و از اطلاعات و خدمات آن‌ها استفاده کند. هدف از این چارچوب کمک به ایجاد یک دولت الکترونیکی یکپارچه، کارا و شفاف است که خدماتش را وقفه ناپذیر ارائه کند.
eGIF تبادل اطلاعات بین سیستم‌های دولتی و تعامل بین دولت و شهروندان، واسطه‌ها، کسب وکارها و سایر دولت‌ها و تعاملات بین سازمانهای دولتی را شامل می‌شود. از نظر دولت انگلیس، eGIF یعنی بخش‌های آژانسهای دولت مرکزی، دولت محلی و بخش‌های همگانی وسیع تر مثل ساختارهای عمومی غیردولتی و خدمات بهداشت ملی؛ بنابراین، تعامل بین سازمانی کاملاً در درون حیطه eGIF جای می‌گیرد. eGIF همهٔ سیستم‌های جدید را در اختیار دارد. به علاوه، سیستم‌های مشروع باید با این خصوصیات به منظور کسب مزیت از خدمات جدید فراهم شده با درگاه دولتی تطبیق داشته باشند.

### اصول اساسی
اصول مقیاس پذیری، باز بکارگیری، آشکاری، حمایت بازار، امنیت، حریم خصوصی اصول اساسی است که یک چارچوب تعامل پذیری می‌تواند بر پایه آن‌ها شکل بگیرد.
- مقیاس پذیری (مقیاس‌پذیری)

توانایی مدیریت تغییرات نیازمندیهای کاربران، سازمان‌ها و شرکت‌ها و همچنین قابلت گسترش به دو گونه عمودی (افزایش سطوح طبقات نهادهای مرتبط با تعامل پذیری) و افقی (داخل سازمان‌ها با افزایش واحدهای کاری درگیر در تعامل پذیری) در نهادهای دولتی و غیردولتی.
- باز بکارگیری (بازبهره‌پذیری)

از سرویسها، داده‌ها و سیستم‌های موجود بتوان در آینده و در ساختارهای دیگر استفاده نمود.
- آشکاری (Openness)

این اصل بر استانداردهای باز تمرکز دارد و ویژگی‌های اصلی همچون دسترسی آسان و امکان مشارکت همه و عدم کنترل توسط گروهی خاص در آن مورد نظر است.
- حمایت بازار (Market support)

این اصل بر پذیرش استانداردها و فرصت‌های مشخص شده‌ای که روند صنعت فناوری اطلاعات نشان می‌دهد، تأکید دارد.
- امنیت (امنیت)
- حریم خصوصی (حریم خصوصی)

حریم خصوصی یعنی یک فرد یا گروه بتواند خود یا اطلاعات مربوط به خود را مجزا کند و در نتیجه بتواند خود یا اطلاعاتش را با انتخاب خویش در برابر دیگران آشکار کند. مرزها و محتوای آنچه خصوصی قلمداد می‌شود در میان فرهنگ‌ها و اشخاص متفاوت است، اما زمینه اصلی آن‌ها مشترک است. حریم خصوصی گاه مربوط به ناشناس بودن، یعنی تمایل به گمنامی یا دور ماندن از عرصه عمومی است.
تمامی سیاست‌ها و استانداردها باید با اصول اساسی مذکور همخوانی داشته باشند.

### ابعاد تعامل پذیری
حاکمیت

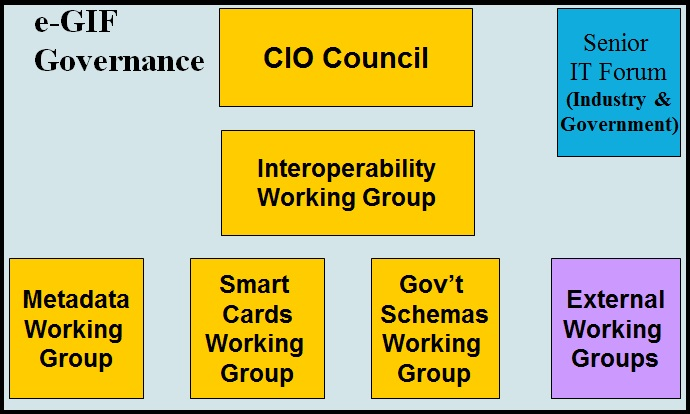
حاکمیت eGIF

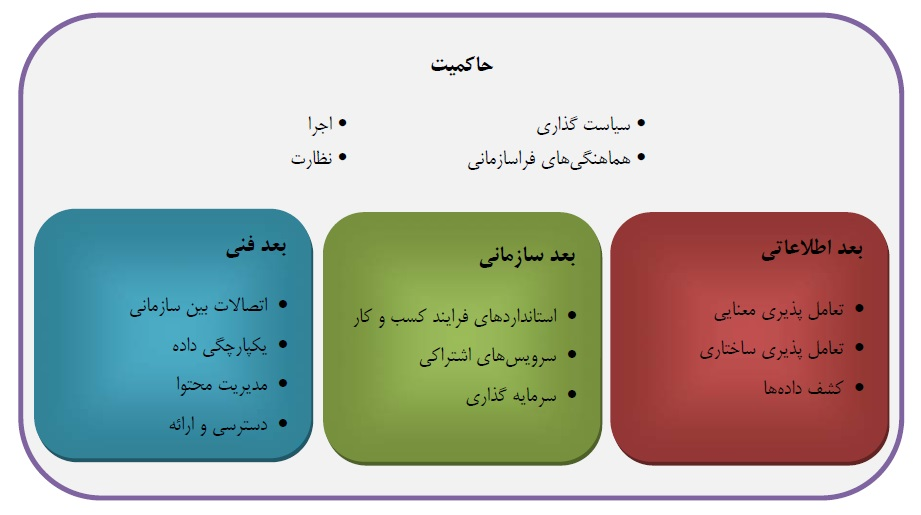
ابعاد تعامل پذیری

سیاستگذاری، تبیین قوانین، تهیه اسناد چشم‌انداز و بالادستی، تهیه چارچوب تعامل پذیری، ایجاد هماهنگی میان دستگاه‌ها، تعیین حدود وظایف، سرمایه‌گذاری و بودجه دستگاه‌ها اولین بخش وظائف در حوزه حاکمیتی است. پس از آن نظارت دائم بر توسعه و بروزآوری و اطمینان از تبعیت همه دستگاه‌ها از چارچوب تعامل پذیری کامل‌کننده وظائف حاکمیت در این حوزه است.
تعامل پذیری سازمان
جهتدهی و هماهنگی فرایندهای کسب و کار، ارائه مدل‌های همکاری بین کسب و کارهای مختلف، طراحی رویه‌های کاری، فرایندهای نظارتی، مشخص کردن سهم هر سازمان از سرمایهگذاری و وظایف در این سطح محقق می‌شود. این بعد امکان همکاری در مدیریت سازمانهایی با ساختار متفاوت و مرزهای مشخص در به اشتراک گذاری اطلاعات بین سازمانی را محقق می‌کند.
تعامل پذیری فنی
جهت پشتیبانی فنی و اجرایی نمودن سیاست‌ها و قوانین، برقراری ارتباطات، تبادل اطلاعات و راهاندازی فرایندها در تمامی سطوح به استانداردهای فنی نیاز است. این بعد از تعامل پذیری اطمینان می‌دهد که تعامل پذیری در محیط واقعی و در عمل محقق شود. استانداردهای بعد فنی به چهار دسته کلی اتصالات، یکپارچگی داده‌ها، مدیریت محتوا و نحوه دسترسی و ارائه سرویس‌ها تقسیم می‌شوند.
تعامل پذیری اطلاعاتی
این بعد از تعامل پذیری با استفاده از متدولوژیها، تعاریف و ساختارهای داده‌ای بر حفظ معنای داده‌ها و اطلاعات به هنگام تبادل بین سازمان‌ها متمرکز می‌شود. در این سطح از تعامل سیستم‌ها باید بتوانند داده‌های رسیده از منابع اطلاعاتی مختلف را با هم ترکیب کنند و آن‌ها را برای رسیدن به اطلاعاتی با معنا پردازش کنند.

#### ابعاد چارچوب تعامل پذیری اتحادیه اروپا
- چارچوب تعامل پذیری اروپا

```
 * انتشار نوامبر ۲۰۰۴
```

- برای حمایت از خدمات همه اروپاییان
- ملاحظات:

```
 * کسب و کار،
 * فنی،
 * تعامل پذیری معناگرا.
```

### حوزه
چارچوبهای تعامل پذیری دولتهای مختلف معمولاً در حوزه دولت با دولت (G2G) بوده و از ورود به حوزه‌های دولت به کسب و کار (G2B) و دولت به شهروند (G2C) خودداری می‌کند و شامل سیاست‌ها و خط مشی‌ها در حوزه حاکمیت، اسناد و استانداردهای مرتبط با حوزه فنی و فناوری اطلاعات و تعامل پذیری اطلاعاتی و خط مشی‌های پیاده‌سازی و مدیریت است.
دفتر e-Envoy چهار حوزه را در چارچوب تعامل پذیری دولت الکترونیک در نظر گرفته‌است:
- ارتباطات تنیده - مشخصات سیستم‌های ارتباطی
- یکپارچه سازی داده‌ها - ویژگی اشتراک گذاری داده‌ها
- دسترسی به اطلاعات - ویژگی دسترسی به اطلاعات توسط طیف وسیعی از کانال‌های تحویل
- مدیریت محتوا - ویژگی افزودن ابرداده به منابع دولتی

## چرایی eGIF

### بیان مسئله

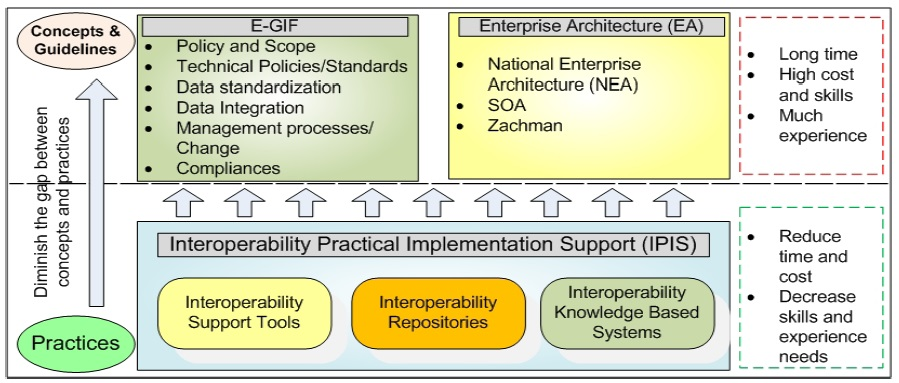
ارتباط معماری سازمانی و چارچوب تعامل پذیری دولت الکترونیکی

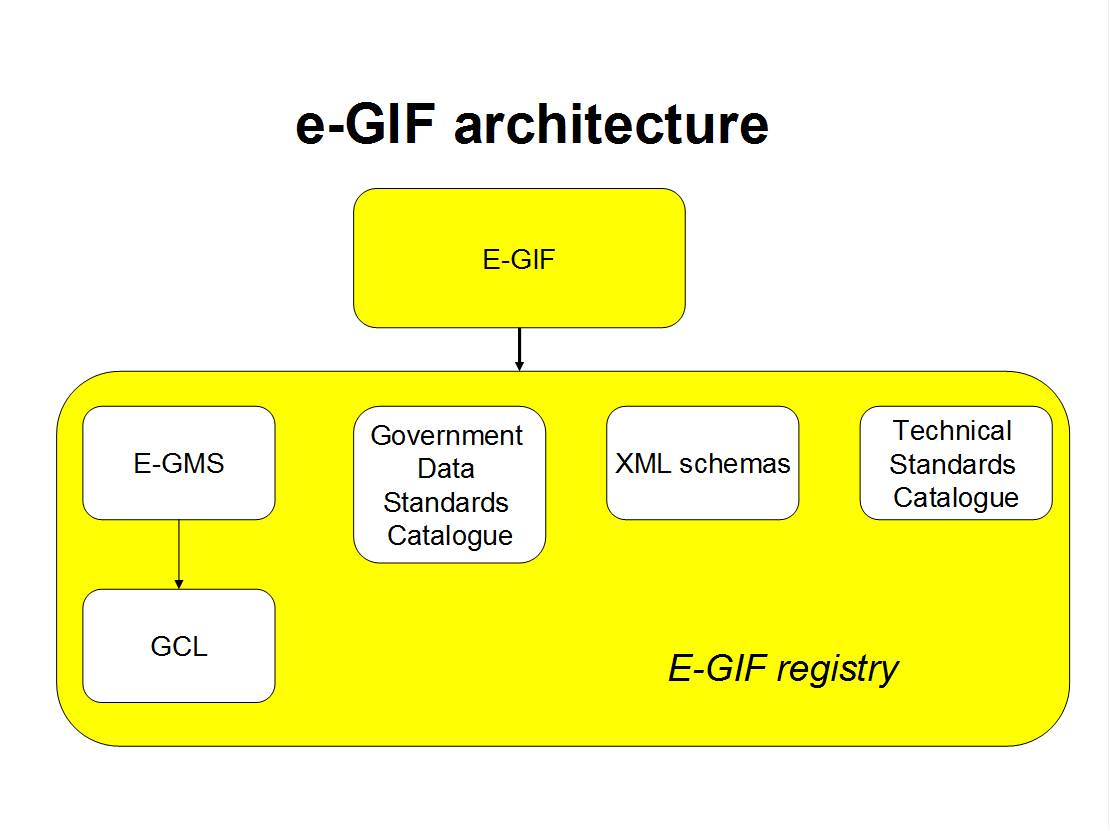
معماری eGIF

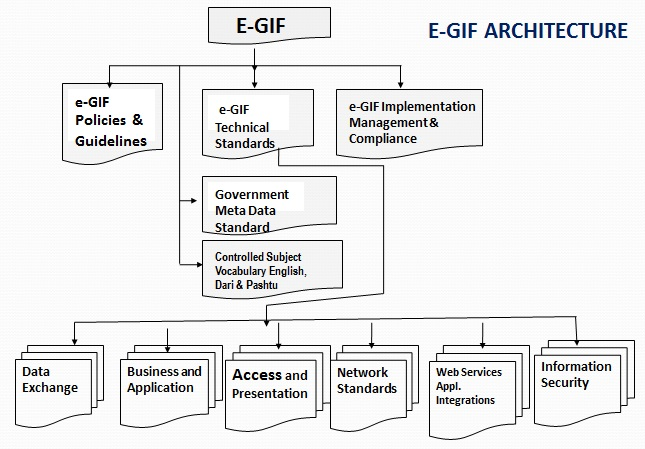
معماری eGIF

با توجه به رشد گسترده خدمات الکترونیکی در سطح دستگاه‌های مختلف دولتی و لزوم یکپارچه سازی داده‌ها و اطلاعات در جهت کاهش افزونگی و کاهش طول فرایندهای اداری و ایجاد پنجره واحد خدمات دولتی، تعامل اطلاعاتی و داده‌ای بین دستگاه‌های دولتی الزام اساسی یافته‌است. مسئله پیش رو در این مسیر استفاده دستگاه‌های مختلف و حتی زیرمجموعه‌های هر یک از آن‌ها از نرم‌افزارهایی با پلتفرمهای مختلف و سیستم‌های داده‌ای ناهمگون است. از اینرو وجود یک چارچوب تعامل پذیر داده‌ای در دولتهای دنیا احساس شد و دولت‌ها برای این مسئله به دنبال راه حلهای مختلف از جمله معماری سازمانی و چارچوب تعامل پذیری دولت الکترونیک رفتند.
Saekow and Boonmee در مقاله‌ای ارتباط بین معماری سازمانی و چارچوب تعامل پذیری دولت الکترونیکی را به شکل رو برو ارائه داده‌اند.

### اهداف
- برای فعال کردن جریان یکپارچه از اطلاعات در سراسر دولت یا سازمانهای خدمات عمومی
- جهت مجموعه کردن استانداردهای عملی با استفاده از محصولات خوب پشتیبانی شده با ثبات
- برای ارائه پشتیبانی، هدایت و ابزارهایی که استاندارد را برای برآورده شدن فعال می‌کند.
- جهت ارائه یک راهبرد بلند مدت که قادر به پذیرش و سازگاری است.[۱]
- اشاعه فرهنگ اشتراک گذاری اطلاعات و خدمات میان سازمانهای دولتی و عمومی
- از بین بردن موانع گسترش تعاملات الکترونیکی بین سازمانی
- کاهش هزینه‌های اشتراکگذاری اطلاعات و خدمات
- کاهش هزینه‌های سازمان‌ها در حوزه فناوری اطلاعات
- افزایش بهره‌وری در سازمان‌ها از طریق سهولت ارتباط بین سازمانی
- جلوگیری از دوباره کاری در سازمان‌ها با به اشتراک گذاشتن منابع، خدمات و تجارب
- مشخص کردن استانداردها و ابزارهای قابل اعتماد و پذیرفته شده
- برقراری جریان بی‌وقفه و هماهنگ اطلاعات بین سازمانهای دولتی و عمومی
- کمک به ایجاد یک دولت الکترونیک کارا، چابک و فراگیر
- انتقال تجربیات یک سازمان به سازمان دیگر
- استانداردسازی فرایندها
- مشارکت دادن دستگاه‌های دولتی و عمومی در فرایندهای منتهی به دولت الکترونیک[۳]

## چگونگی eGIF

### ابزار
چارچوب تعامل پذیری دولت الکترونیکی انگلیس از دو بخش اصلی تشکیل شده‌است که عبارتند از:
۱. چارچوب
۲. سیاست‌ها و مشخصه‌های فنی و واژه‌نامه
چارچوب که بیانیه‌های سطح بالای سیاست گذاری و نظامات مدیریت، پیاده‌سازی و نگهداشت را تعریف می‌کند، سعی داشته خود را با اینترنت و شبکهٔ جهانی وب وفق دهد، سامانه‌ها را از طریق واسط هایشان تعریف کند و از استانداردهای XSL و XML حمایت کند. از آنجا که پیگیری اجرا و نگهداشت چارچوب عاملی مهم در تضمین اجرایی شدن آن محسوب می‌شود در بخشی از سند به سازمان لازم برای این کار اشاره شده‌است. این سازمان شامل سه گروه کاری اصلی است:
۱. گروه کاری تعامل پذیری که نقش هدایت و مدیریت شماهای XML لازم را برای پشتیبانی از نیازمندی‌های تعامل پذیری داده‌ای در راهبرد دولت بر عهده دارد.
۲. گروه شماهای دولتی که مسئولیت مدیریت پذیرش، انتشار و تقاضای تغییر در شماها را برعهده دارد و قواعدی برای طراحی آن‌ها تدوین می‌کند. این گروه هم چنین وظیفه دارد تولید و توسعهٔ مشخصه‌های XML بین‌المللی را از طریق اتصال با سازمان‌های استاندارد مانند OASIS و W3C تعقیب کند.
۳. گروه‌های تخصصی که شماهای XML را تولید می‌کنند.

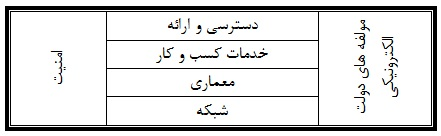
مدل لایه‌ای چارچوب تعامل پذیری دولت نیوزلند

نیوزلند نیز مانند انگلستان، وجه اصلی مزیت معماری را تعامل پذیری دانسته است. برخلاف انگلستان، نسخهٔ نیوزلند کامل تر بوده و شباهت بیشتری به چارچوب‌های رایج معماری سازمانی دارد. البته این می‌تواند به این دلیل باشد که نسخهٔ فعلی eGIF در انگلستان از بسیاری از جزئیات نسخ قبلی چشم پوش ی کرده‌است، چراکه eGIF در نیوزلند تابع طبیعی eGIF در انگلستان بوده‌است.

#### استانداردها
مدل بلوغ استانداردهای eGIF

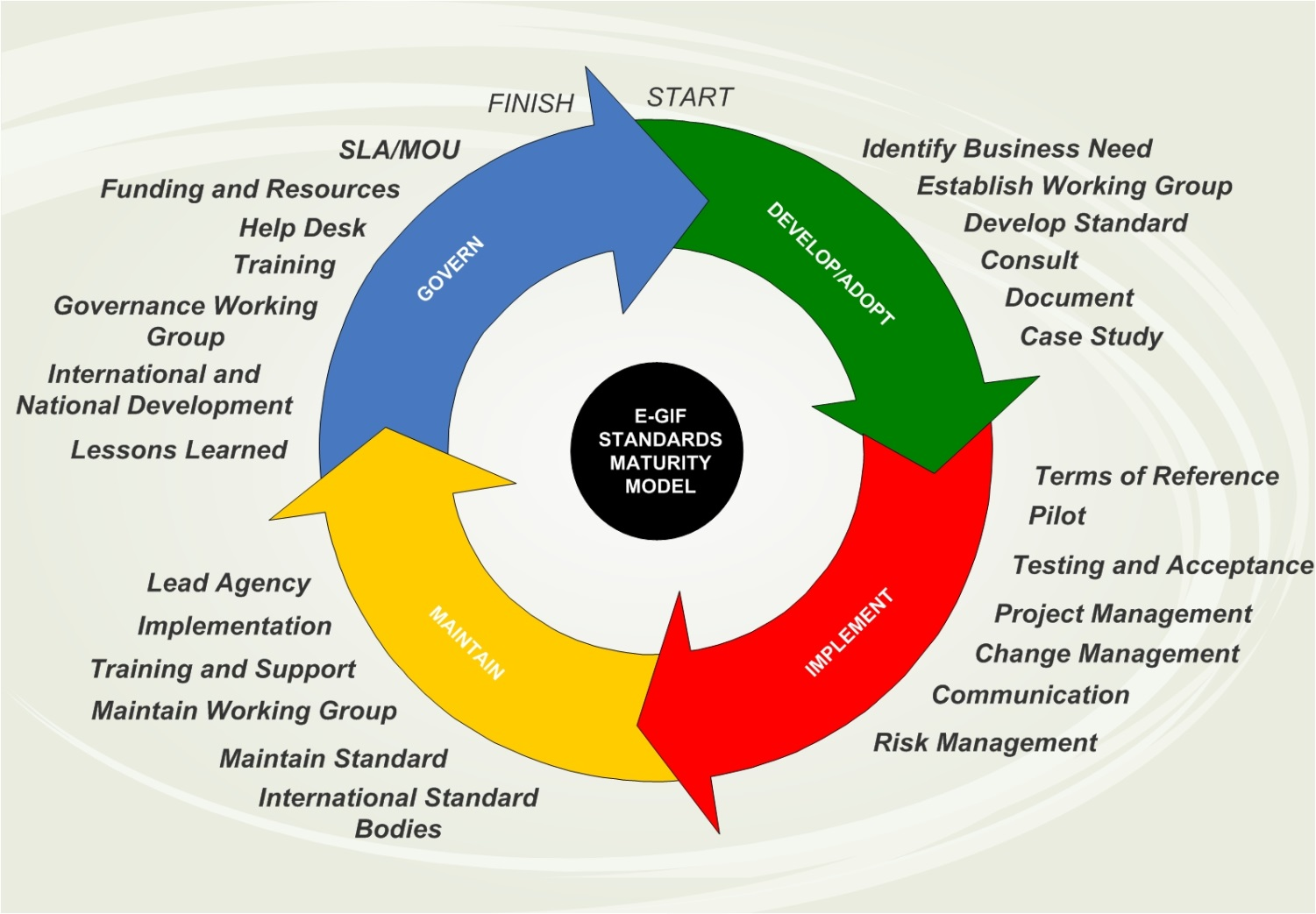
مدل بلوغ eGIF

این مدل دارای چهار مرحله اصلی و زیر مراحل خاص خود است:
در طی این چهار مرحله استانداردهای eGif تعریف، اجرا و اصلاح و بهبود می‌یابد
۱- توسعه / پذیرش
۱–۱ . شناسایی نیاز کسب و کار
۱–۲ . ایجاد گروه کاری
۱–۳ . توسعه استاندارد
۱–۴ . مشاوره
۱–۵ . مستندسازی
۱–۶ . مطالعه موردی
۲- اجرا
۲–۱. واژه‌های قهرست
۲–۲. رهبری
۳–۲. پذیرش و آزمون
۴–۲. مدیریت پروژه و مدیریت تغییر
۵–۲. ارتباطات
۶–۲. مدیریت ریسک
۳- حفظ و نگهداری
۱–۳. دفتر نمایندگی
۲–۳. اجرا
۳–۳. آموزش و پشتیبانی
۴–۳. حفظ گروه کاری
۵–۳. حفظ استاندارد
۶–۳. ساختار استاندارد بین‌المللی
۴- حاکمیت
۱–۴. درسهای یادگرفته شده
۲–۴. توسعه ملی و بین‌المللی
۳–۴. حاکمیت گروه کاری
۴–۴. آموزش
۵–۴. منابع و سرمایه
۶–۴. تعریف Help

### ساختار

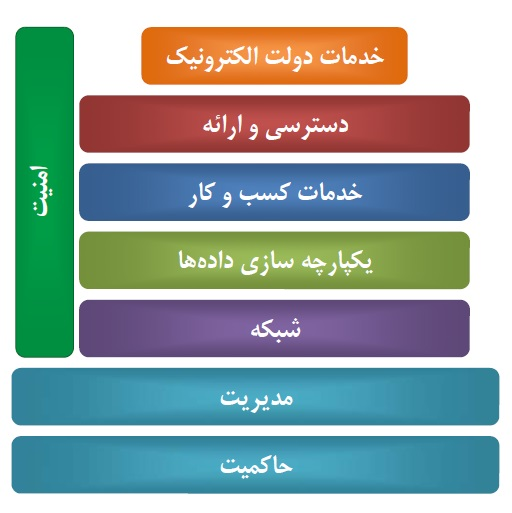
لایه‌های چارچوب تعامل پذیری برگرفته از پیش نویس چارچوب تعامل پذیری دولت ج.ا. ایران

با توجه به سادگی و استفاده گسترده از مدل لایه‌ای در بیان پیچیدگی ساختارها در فناوری اطلاعات، ساختار از مدل لای‌های تشریح می‌شود. جهت بیان استانداردها، قرادادها و سیاست‌ها که در ابعاد چارچوب تعامل پذیری از دیدگاه‌های مختلفی به آن‌ها پرداخته شده با استفاده از مدل لایه‌ای ساختاری ساده و تفکیک شده برای بیان آن‌ها استفاده می‌شود.

#### لایه‌های مدیریت و حاکمیت

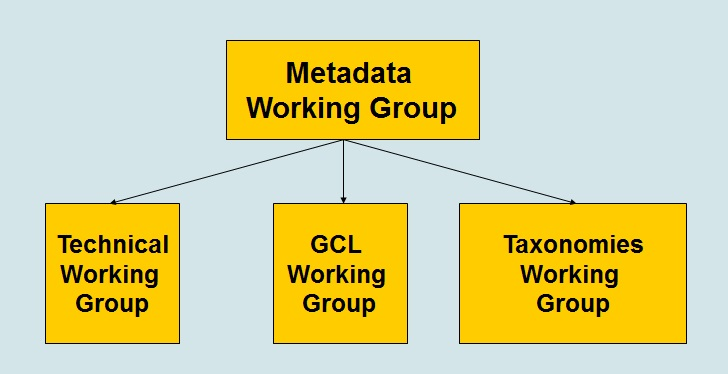
مدل متادیتا

این دولایه بیشتر از آن که در بر گیرنده استانداردها باشند سیاست‌های مدیریت چارچوب را شامل می‌شوند.

#### لایهشبکه
مهمترین زیر ساخت تعامل پذیری شبکه است. چارچوب تعامل پذیری قراردادها و استانداردهای شبکه را براساس شبکه اینترنت مشخص کرده‌است.

#### لایه یکپارچه سازی داده‌ها
این لایه استانداردها و قراردادهای مورد نیاز جهت پردازش و نقل و انتقال داده‌ها بین سیستم‌ها و دستگاه‌های مختلف برای رسیدن به داده‌های یکپارچه را فراهم می‌کند.

#### لایه خدمات کسب و کار
استانداردهای مورد نیاز جهت نقل و انتقال و تبدیل داده‌ها در قالبهای قابل فهم و قابل استفاده در یک یا چند سازمان در این لایه قرار می‌گیرند. برخی از استانداردهای این لایه عمومی هستند و در هر سازمانی قابل استفاده‌اند اما اشاره کرد «نشانی» برخی دیگر اختصاصی یک سازمان خاص هستند. در زمینه استانداردهای عمومی می‌توان به موجودیت را برشمرد. «نسخه پزشکی» و در زمینه یک موجودیت و مدل خاص می‌توان
توصیه می‌شود سازمانهایی که مسئولیت مستقیم هر یک از اقلام اطلاعاتی و کسب و کاری را دارند، با استفاده از استانداردهای موجود در این چارچوب مدل‌های تجاری را تولید کنند و دیگر سازمان‌ها فقط از آن‌ها استفاده کنند.

#### لایه دسترسی و ارائه
این لایه، استانداردهای چگونگی ارائه سیستم‌های کسب و کاری و دسترسی به آن‌ها را مشخص می‌کند. استانداردها و پروتکلهای مربوط به فناوریهای وب و وب سرویسها مهم‌ترین اجزای این لایه را تشکیل می‌دهند.

#### لایه خدمات دولت الکترونیک
در این لایه خدمات دولت الکترونیک که در حال حاضر پیاده‌سازی شده و در دسترس هستند معرفی می‌شوند. این خدمات مشمول رعایت استانداردهای داده‌ای و دسترسی می‌شوند.

#### لایه امنیت
از آنجا که در تمامی لایه‌های چارچوب تعامل پذیری می‌تواند سطحی از امنیت تعریف شود بنابراین امنیت به عنوان یک لایه عمودی که در کنار دیگر لایه‌ها حضور دارد تعریف می‌شود. این لایه حاوی استانداردها، قراردادها، سیاست‌ها و راهکارهایی است که در صورت اعمال بر هر یک از دیگر لایه‌های چارچوب تعامل پذیری سطح مورد قبولی از اطمینان و اعتماد امنیتی را به وجود می‌آورد.

### سیاست‌ها
- استفاده از XML به عنوان استاندارد اولیه برای یکپارچه سازی داده‌ها و ارائه ابزار برای تمام سیستم‌های بخش دولتی
- توسعه و تصویب استاندارد ابرداده دولت الکترونیکی (e-GMS: e-Government Metadata Standard) بر اساس مدل اصلی بین‌المللی دوبلین
- توسعه و نگهداری لیست شاخه دولت (GCL:Government Category List)
- پایبندی به e-GIF در سراسر بخش دولتی
- مطابقت با زیرساختهای موجود مانند شبکه اختصاصی دولت، شبکه ملی اطلاعات، اینترنت
- استفاده از مرورگرهای رایج به عنوان انعطاف‌پذیرترین و در دسترسترین واسطهای کاربری موجود
- افزودن فراداده‌ها به منابع داده‌ای موجود سازمانهای دولتی جهت استفاده از آنچه وجود دارد
- ارائه استانداردها، برای سیستم‌های موجود و جدید[۱][۳]

### ارزیابی دستگاه‌های دولتی و عمومی
توسعه زیرساختهای تعامل پذیری نیازمند رویکردی مرحله‌ای است که سازمان‌ها را از وضعیت نابالغ به وضعیتبلوغ سازمانی ارتقا دهد. دستگاه‌ها برای رسیدن به تعامل پذیری لازم است وضعیت فعلی خود را نسبت به استانداردهای چارچوب تعامل پذیری ارزیابی نمایند و در صورت وجود شکاف نسبت به پر کردن آن اقدام نمایند. جهت اندازه‌گیری میزان آمادگی هر سازمان لازم است معیارهای چهارگانه زیر در نظر گرفته شود.
- بلوغ زیرساخت
- بلوغ فرایندی
- بلوغ داده‌ای
- بلوغ فناوری

### مدیریت چارچوب
مدیریت چارچوب شامل برنامه‌ریزی مطالعه و ارزیابی دستگاه‌ها، اجرای چارچوب و بروزرسانی آن است. برای بروزرسانی چارچوب کمیته یا دستگاه متولی چارچوب براساس ادله زیر اقدام به نوسازی چارچوب می‌تواند بکند:
- ارائه دلایل نیاز به استاندارد کاملاً جدید یا نسخه جدیدتر استاندارد موجود
- اسناد معرفی استاندارد کاملاً جدید یا نسخه جدیدتر استاندارد موجود در سند
- اسناد ارائه موارد موفق جهانی استفاده از آن استاندارد
- اسناد معرفی ابزارهای پشتیبانی از استاندارد
- اسناد معرفی سازمانهای جهانی حمایت‌کننده از استاندارد
- ارائه برنامه‌ریزیهای خود در بکارگیری استاندارد جدید
- ارائه پیش‌بینیهای خود از نتایج و سودمندی حاصل از استاندارد جدید در دستگاه خود

## پیوندهای مفید در حوزه تعامل پذیری دولت الکترونیکی
سایت دولت یونان: www.e-gif.gov.gr
سایت دولند نیوزلند: https://web.archive.org/web/20140101014143/http://ict.govt.nz/guidance-and-resources/standards-compliance/e-gif
چارچوب تعامل پذیری دولت استرالیا: https://web.archive.org/web/20140212195433/http://www.finance.gov.au/policy-guides-procurement/interoperability-frameworks/